# Milleretta
Milleretta (Milleretta) - rodzaj niewielkiego zauropsyda z podgromady anapsydów, zaliczanego do rodziny Millerettidae. Zamieszkiwał lasy deszczowe na terenie Południowej Afryki w okresie późnego permu, ok. 250 mln lat temu. Wyglądem przypominał obecne jaszczurki, jego masa wynosiła ok. 200 g, długość zaś 60 cm. Milleretta żywiła się owadami i innymi drobnymi kręgowcami. Mimo iż była anapsydem, posiadała otwory z obu stron głowy.